# Kašin
Kašin (rusky Кашин) je město v Tverské oblasti v Rusku. Je administrativním centrem Kašinského rajónu. V roce 2013 zde žilo 15 419 obyvatel. Leží na březích řeky Kašinky, levém přítoku Volhy.

## Historie
První zmínka o městě se datuje k roku 1238 a v roce 1319 se stalo sídlem údělného knížectví. V průběhu 14. století se Kašin stal předmětem sporů mezi Tverským a Moskevským velkoknížectvím. Spor ustal roku 1400, odkdy město spadalo znovu pod Tver, nicméně již roku 1485 se spolu s ní stalo součástí vznikající Moskevské Rusi, ovšem zůstalo údělným knížectvím až do poloviny 16. století. Před nástupem Romanovců bylo město popleněno polským vojskem.
Během 19. století se v městě rozvinulo plátenictví, ale na jeho konci zde byly pouze dvě malé továrny. Železnice sem byla přivedena v roce 1898. Po bolševické revoluci byl ve městě zřízen místní sovět v lednu 1918.